# Piława Górna
Piława Górna (tyska: Ober Peilau, 1928-45 Gnadenfrei) är en stad med 6 722 invånare (2013) i sydvästra Polen, belägen vid floden Piława i distriktet Powiat dzierżoniowski i Nedre Schlesiens vojvodskap.

## Geografi
Piława Górna ligger i de östliga utlöparna till Ugglebergen i Piławas floddal och gränsar i väster direkt till grannorten Piława Dolna. Piława (tyska: Peilaudörfer) används som samlingsbegrepp för floddalens sammanhängande ortsbebyggelse, som till stor del är sammanväxt.

## Historia
Byn uppstod som del av Piławabyarna vid floden med samma namn, under början av 1200-talet. Orten lydde under de schlesiska hertigarna av huset Piast och tillhörde fram till 1290 hertigdömet Breslau, därefter hertigdömet Schweidnitz-Jauer fram till hertigen Bolko II:s död 1368. Efter hans död kom hertigdömet att tillfalla den böhmiska kronan, och från början av 1500-talet blev orten därmed del av Habsburgmonarkin. 1742 avträdde Österrike orten tillsammans med största delen av Schlesien till Preussen, genom en separatfred under Österrikiska tronföljdskriget.
Mellan 1742 och 1945 var orten del av Preussen, från 1817 som del av Landkreis Reichenbach i den då nybildade provinsen Schlesien. I orten grundades 1743 den herrnhutiska kolonin Gnadenfrei, känd för sina undervisningsanstalter för flickor. Under 1800-talet fick orten en betydande textilindustri och stenbearbetningsindustri. 1928 slogs landskommunerna Ober Peilau I och II, Ober Mittel-Peilau och Gnadenfrei ihop under namnet Gemeinde Gnadenfrei, och 1938 infogades även Schobergrund. 1945 tillföll orten Polen genom Potsdamöverenskommelsen efter andra världskriget, då den tyska befolkningen fördrevs västerut. Kommunen kallades 1945-1947 Zagórze innan den 1947 fick det nuvarande namnet Piława Górna, den polska namnformen av Ober Peilau. Under decennierna efter kriget återbefolkades kommunen av polska bosättare och flyktingar från områdena öster om Curzonlinjen. 1956 fick orten status av stadsliknande tätort och 1962 fick den officiellt stadsrättigheter.

## Kommunikationer
Genom staden löper den regionala vägen 382, som leder från Paczków till Świdnica. Strax öster om Piława Górna passerar europavägen E67, i Polen skyltad som nationell landsväg 8. Staden har en järnvägsstation på stambanan mellan Kamieniec Ząbkowicki och Legnica, som trafikeras av regionaltåg på linjen Legnica–Jaworzyna Śląska–Kamieniec Ząbkowicki–Kłodzko.

## Kända invånare
- Klaus Briegleb (född 1932), litteraturvetare.
- Gottfried von Bülow (1831–1907), arkivarie och historiker.
- Wilhelm Jannasch (1888–1966), luthersk teolog.
- Oskar Körner (1875–1923), nazistisk politiker, NSDAP:s andre ordförande, död under Ölkällarkuppen.
- Hermann Krätzig (1871–1954), socialdemokratisk riksdagsledamot.
- Carl Mirbt (1860–1929), protestantisk kyrkohistoriker.
- Ernst Sigismund Mirbt (1799–1847), filosof vid Jenas universitet.